# Eduard Willem Rutteman

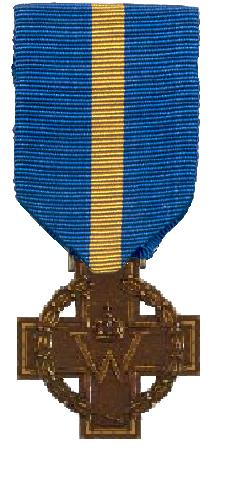
Kruis van Verdienste 1941

Eduard Willem Rutteman (Hengelo, 23 mei 1922 - Maracaibo, Venezuela, 4 december 1993) was Engelandvaarder, net als zijn tweelingbroer Maarten Hendrick. Zij waren de jongste zonen van Cornelis (1882) en Auguste van der Ent en hadden twee oudere broers, Gerard en Joost.

## Oorlogsjaren
Eduard Rutteman vertrok in 1943 uit Nederland. In Parijs ontmoette hij zijn broer Maarten. Samen trokken ze naar Lourdes, waar ze Franse verzetsmensen ontmoetten die de broers over de Pyreneeën zouden brengen. De groep bestond uit 35 personen, waarvan 20 nooit in Engeland zijn gekomen. Na een deel van de tocht gingen de gidsen weer terug. Er stak een storm op. Ze vonden een hut waar ze allemaal in konden schuilen. Eten hadden ze niet meer, en warme kleding was er te weinig. Na twee dagen was de storm nog niet gaan liggen. Toch besloten de broers alleen verder te gaan. Toen ze op de bergtoppen aankwamen, klaarde het weer op. Die dag kwamen ze in Spanje aan. Van een herder kregen de uitgehongerde broers wat brood. Niet lang daarna werden ze gearresteerd omdat ze geen visum hadden. In drie maanden verbleven ze in vier verschillende gevangenissen, maar zes maanden na hun vertrek uit Nederland stonden ze op straat in Londen.. 

## Na de oorlog
Rutteman emigreerde in 1949 naar Venezuela en trouwde met Marie Therese, een Venezolaanse. Hij was salesmanager van CTC. In 1978 ging hij met pensioen, maar hij bleef commissaris van verschillende bedrijven zoals CETECO. Waardering voor zijn werk onder de Nederlanders in Venezuela en speciaal Maracaibo resulteerde in zijn benoeming tot consul der Nederlanden. 

## Onderscheiden
- Kruis van Verdienste, in 1944 uitgereikt door koningin Wilhelmina
- Orde van Francisco de Miranda, Orde van Verdienste, in 1983 ontvangen van de Venezolaanse regering
- Orde van Oranje-Nassau, officier, in 1991 uitgereikt door koningin Beatrix